# ماریو سوریانو
ماریو سوریانو (انگلیسی: Mario Soriano؛ زادهٔ ۲۲ آوریل ۲۰۰۲) بازیکن فوتبال اهل اسپانیا است که در حال حاضر برای باشگاه فوتبال دپورتیوو لا کرونیا بازی می‌کند. 
وی همچنین در تیم‌های ملی فوتبال زیر ۱۷ سال اسپانیا و زیر ۱۸ سال اسپانیا بازی کرده است.